# Centre international de recherche, formation et intervention en psychosociologie
Le Centre international de recherche, formation et intervention en psychosociologie ou CIRFIP est une association (loi de 1901) qui est aussi un lieu d’échange et de réflexion ouvert à tous ceux - intervenants dans le champ social, praticiens, chercheurs, formateurs, enseignants ou « simple » citoyen – qui veulent poursuivre l’aventure psychosociologique 
et estiment que cette tradition « clinique et critique » doit jouer un rôle spécifique dans le monde actuel. Il se situe donc dans le prolongement d’autres lieux qui ont contribué à faire vivre la tradition de recherche et de pratique née des travaux de Kurt Lewin (la recherche-action), de Jacob Levy Moreno (la sociométrie), et de Carl Rogers (la non-directivité), sans oublier les interventions en entreprise (Elliott Jaques et le Tavistock Institute), les recherches en sciences de l’éducation et en psychologie clinique. La psychosociologie telle qu'elle est pensée et pratiquée par les membres du centre s'est développée par les diverses interventions dans les organisations et les réflexions sur les expériences vécues in situ, dans un dialogue constant avec la psychanalyse et les théories critiques (École de Francfort, etc.).
L’objectif général de l’association est le « développement de la psychosociologie, en transversalité avec les autres sciences de l’homme et de la société, et la contribution à la résolution des problèmes concrets qui peuvent se poser dans différentes sphères, organisations et institutions de la pratique sociale ». Comme l’a rappelé André Lévy, premier président du CIRFIP, l’association se réfère à l’origine à trois principes directeurs : 
- l’interdisciplinarité dans les sciences de l’homme et de la société ;
- des liens aussi étroits que possibles entre recherche et intervention ;
- la reconnaissance d’exigences éthiques régissant autant les visées générales et les pratiques professionnelles, que les modes de fonctionnement internes.

## L’orientation psychosociologique du CIRFIP
Les nombreux travaux des psychosociologues adhérents du CIRFIP mettent en avant les liens entre les processus psychiques et les phénomènes sociaux, en partant du principe que le psychique et le social sont à la fois irréductibles et indissociables, ainsi que l’avait formulé le philosophe, à la fois économiste, psychanalyste et militant politique, Cornelius Castoriadis : « La psyché est irréductible à la société, de même que la société est irréductible à la psyché. (…) Il y a indissociabilité et irréductibilité. »
Pour autant, loin d’être une critique abstraite, distanciée et formelle, la psychosociologie est clinique et critique en ce qu'elle est avant tout une action "impliquée", se développant sur le terrain, en relation aux autres, à leurs désirs ou à leurs fantasmes et qu'elle participe, en les initiant ou en les accompagnants, aux mutations sociales et individuelles. Cette orientation qui privilégie le va-et-vient incessant entre la théorie et la pratique se définit par une approche clinique (particulièrement développée par Florence Giust-Desprairies) qui ne cherche pas à « appliquer » la psychanalyse ou le paradigme expérimental aux situations sociales concrètes. En cela, elle se distingue à la fois de la psychanalyse groupale et des recherches de laboratoire en psychologie sociale expérimentale (d’où l’opposition française entre psychosociologie et psychologie sociale).
Quels que soient les différentes approches ou mouvements regroupés au sein du CIRFIP (l’analyse sociale et l’intervention psychosociologique (Jean Dubost, André Lévy), l’analyse dialectique (Max Pagès), la psychosociologie analytique (Eugène Enriquez), l’intervention ou la régulation institutionnelle (Jacques Ardoino, (Jacqueline Barus-Michel)), la sociopsychanalyse (Gerard Mendel), ou bien encore la socianalyse (Georges Lapassade et René Lourau), la psychodynamique du travail (Christophe Dejours), la sociologie clinique (Vincent de Gaulejac), etc., les pratiques d’orientation psychosociologique se situent toutes à la croisée de la recherche du sens et d’une certaine efficience, dans la compréhension « de l’intérieur » des processus de changement. À propos de l’articulation entre recherche et action, Eugène Enriquez souligne la signification d’une telle perspective :
« Les processus humains et sociaux ne peuvent dans certains cas émerger, dans tous les cas être élucidés, que dans la mesure où les sujets individuels et collectifs se sentent en situation de crise (sans donner à ce terme une connotation dramatique) et désirent, malgré leurs résistances, accéder à un nouvel état d’équilibre, prendre des décisions, entreprendre des actions nouvelles et sont prêts, quelque peu, à supporter la charge d’angoisse inhérente à tout processus de changement et demandent à être accompagnées dans cette tentative. »
Pour André Lévy, il semble plus juste de définir la psychosociologie comme « une critique permanente, en acte, des processus générateurs de fausses évidences, de relations convenues, de discours vide de sens, de solidarités fondées sur la méconnaissance et sur l’exclusion. »

## Activités du Cirfip
Le centre organise régulièrement des conférences et des colloques sur des thèmes en lien avec la psychosociologie.
Il organise également différents cycles de formation sur la dynamique de groupe, l’analyse des pratiques d’intervention ou encore le cadre dans les organisations

## Histoire du Cirfip
En 1993, un groupe de 18 personnes décide de fonder le  Cirfip, à la suite du départ de dix d’entre elles de l’ARIP (Association pour la recherche et l’intervention psychosociologiques) dont elles étaient, pour la plupart, des membres fondateurs. Il s'agissait de Gilles Amado, Jacqueline Barus-Michel, Jean-Pierre Boutinet, Teresa Cristina Carreitero, Jean Dubost, Eugène Enriquez, Jean-Claude Filloux, Florence Giust-Desprairies, Véronique Guienne, Danielle Hans, Vincent Hanssens, Jean-Marc Huguet, Maurice Jeannet, André Lévy, Annie Mercier, André Nicolaï, Guy Palmade, Guy Roustang. André Lévy est devenu le premier président de la nouvelle association.
L'association est présidée depuis 2022 par David Faure (précédemment André Sirota et Danielle Hans).

## Édition et colloques
- Le Vocabulaire de la psychosociologie

En 2002, sur une proposition de Jean-Marc Huguet, le Cirfip publie un Vocabulaire de psychosociologie, sous la direction de Jacqueline Barus-Michel, Eugène Enriquez et André Lévy. Ce livre devient un ouvrage de référence, il propose des articles de synthèse sur les notions représentant les objets et les processus de cette discipline, les démarches et les pratiques constituant les outils méthodologiques et les auteurs précurseurs et fondateurs de la psychosociologie.
- Le colloque du cinquantenaire

En 2009, sous la présidence et l'impulsion de Florence Giust-Desprairies, le centre organise un colloque intitulé « Un demi-siècle de psychosociologie. Héritages et perspectives » . Outre les nombreuses tables rondes et commissions autour des thèmes « Épistémologie psychosociologique », « Histoire et transmission », « L’intervention psychosociologique », « Enjeux politiques et nouvelles perspectives », etc., avec la participation de nombreux psychosociologues venus d’horizons et de pays différents, cet évènement a aussi été un moment festif lors duquel, notamment, un film sur les fondateurs de la psychosociologie en France a pu être projeté et une large place a été réservée aux démarches artistiques et aux questions de société.
- La Nouvelle Revue de psychosociologie

Le CIRFIP publie depuis 2006 La Nouvelle Revue de psychosociologie, éditée par Erès, dont Gilles Arnaud et Florence Giust-Desprairies sont les rédacteurs en chef. 